# Joan Mas (músic)
Joan Mas fou escolà de la capella de música de Sant Esteve d’Olot entre els anys 1827 i 1828, any en el qual marxà com patge de l’abat de Sant Pere de Galligans.
També va ser ordenat el 1833, i fou organista del monestir de Santes Creus.